# Christine Boyer
Christine Boyer, född 1773, död 1800, var en medlem av kejsarfamiljen Bonaparte; gift 1794 med Lucien Bonaparte, bror till kejsar Napoleon Bonaparte.
Hon var dotter till en förmögen vinhandlare och gästgivare från Saint-Maximin-la-Sainte-Baume. Hon hade en stor hemgift som var till hjälp för Lucien, som var fattig vid tiden för giftermålet. Hennes svärmor var initialt missnöjd med svärdotterns icke adliga status, men mjuknade snart då Boyer var ödmjuk, lojal och blygsam. Christine Bonaparte stod på god fot med Désirée Clary, fästmö till hennes svåger Napoléon Bonaparte, men inte med sina två svägerskor, Joséphine de Beauharnais och Caroline Bonaparte. 